# Кармаскалы (Стерлитамакский район)
Кармаскалы (баш. Ҡырмыҫҡалы) — село в Стерлитамакском районе Республики Башкортостан Российской Федерации. Входит в состав Казадаевского сельсовета.

## География

### Географическое положение
Расстояние до:
- районного центра (Стерлитамак): 18 км,
- центра сельсовета (Новое Барятино): 4 км,
- ближайшей ж/д станции (Стерлитамак): 18 км.

## История
В «Списке населенных мест по сведениям 1870 года», изданном в 1877 году, населённый пункт упомянут дважды: как деревни Кармаскалы 1-го стана Стерлитамакского уезда Уфимской губернии. Располагались при речке Асаве, по левую сторону Оренбургского почтового тракта из Стерлитамака в Уфу, в 15 (соответственно в 16) верстах от уездного города Стерлитамака и в 28 (19) верстах от становой квартиры в деревне Толбазы (Адиль-Муратова). В деревнях, в 44 (40) дворах жили 276 (227) человек (149 (113) мужчин и 127 (114) женщин, мордва, татары в 1-й, тептяри, мещеряки во 2-й деревне), были мечеть, училище во 2-й, водяная мельница в 1-й деревне. Жители занимались земледелием, скотоводством, лесным промыслом во 2-й деревне. 

## Население
| 2002 | 2009 | 2010 |
| ---- | ---- | ---- |
| 603  | ↗773 | ↘593 |

Национальный состав
Согласно переписи 2002 года, преобладающая национальность — татары (60 %).